# 謝里丹街站
謝里丹街站（英語：Sheridan Street Station）是三鐵路在佛羅里達州好萊塢的一座通勤鐵路站。此車站位於謝里丹街（SR 822）和北第29大道的交界處附近，I-95第21號出口的西面。

## 外部連結
- 维基共享资源上的相關多媒體資源：謝里丹街站
- South Florida Regional Transportation Authority - Sheridan Street station
- Station from Sheridan Street from Google Maps Street View（页面存档备份，存于）